# Hans-Georg Fleck

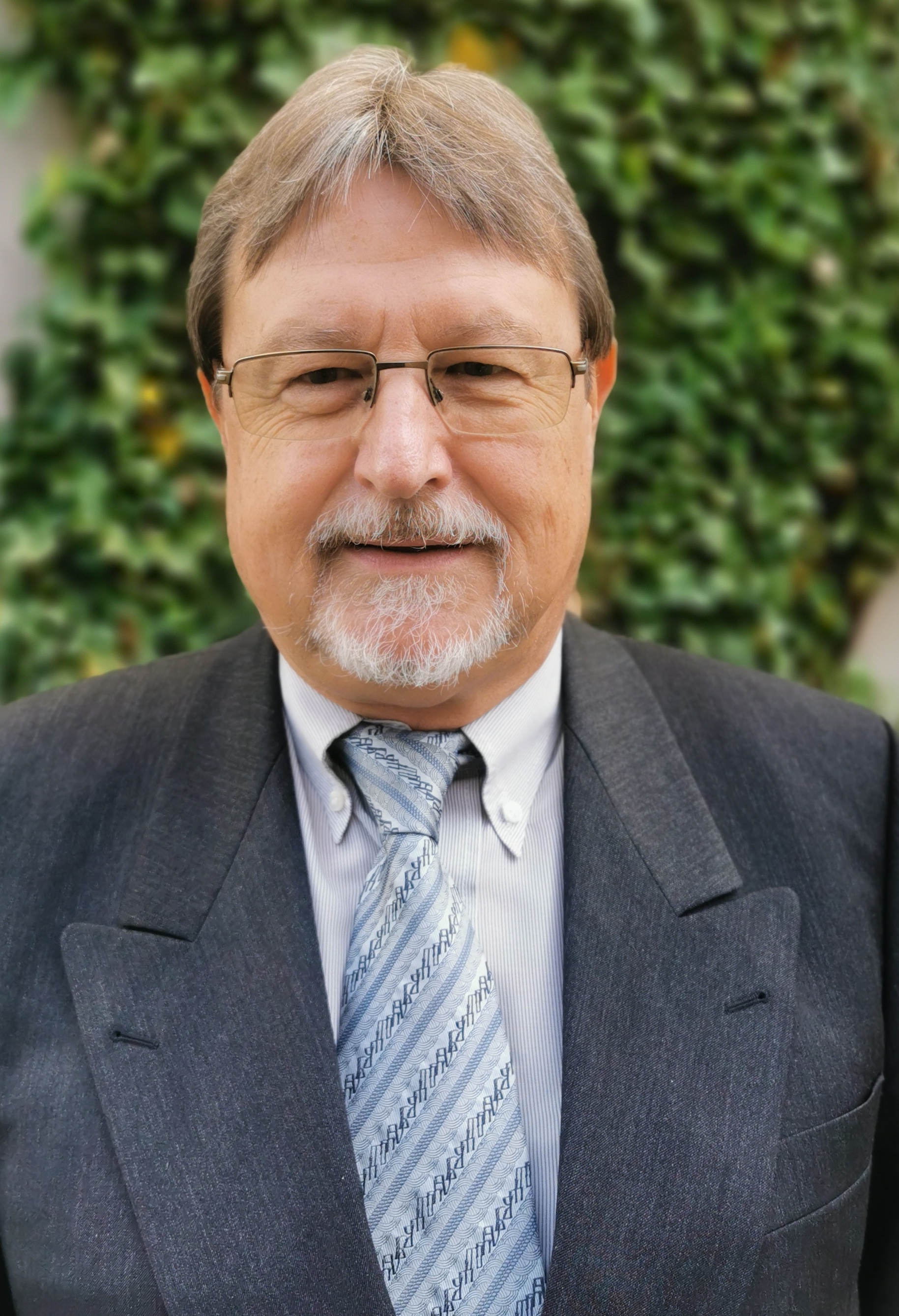
Hans-Georg Fleck (2021)

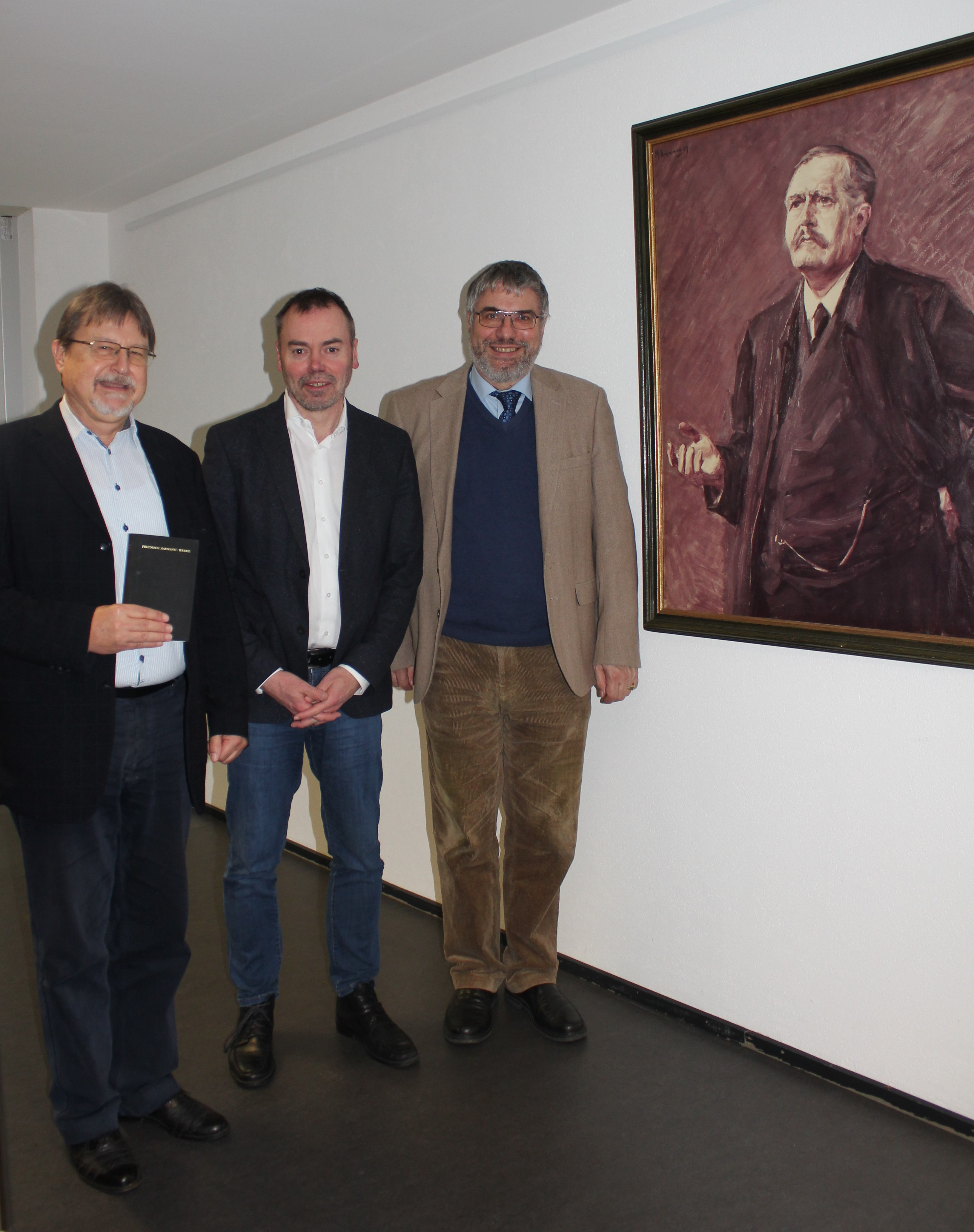
Hans-Georg Fleck (links), daneben Ewald Grothe und Jürgen Frölich

Hans-Georg Fleck (* 15. Juli 1953 in Trier) ist ein deutscher Historiker und ehemaliger Mitarbeiter der Friedrich-Naumann-Stiftung für die Freiheit.

## Leben
Fleck besuchte das Werner-Heisenberg-Gymnasium Neuwied und absolvierte dort 1972 sein Abitur. Unterbrochen vom Zivildienst studierte er 1972/73 und von 1975 bis 1979 Geschichte, Politikwissenschaft und Philosophie an den Universitäten Bonn und Würzburg und schloss das Studium als Magister Artium ab. Von 1979 bis 1982 vertrat er eine Wissenschaftliche Assistentenstelle am Historischen Seminar der Universität Köln. Er war Stipendiat der Studienstiftung des Deutschen Volkes, die ihn auch während der Promotion in den Fächern Mittelalterliche und Neuere Geschichte, Osteuropäische Geschichte und Skandinavistik förderte. Die Promotion erfolgte mit einer Arbeit über die liberale Gewerkschaftsbewegung, für die er 1991 den Wolf-Erich-Kellner-Preis erhielt.
Von 1985 bis 1990 arbeitete Fleck als Wissenschaftlicher Angestellter im Politischen Archiv des Auswärtigen Amtes in Bonn als Mitglied der Editorengruppe der „Akten zur deutschen Auswärtigen Politik“. 1990 war er als Angestellter der FDP-Bundesgeschäftsstelle abgeordnet zur Vorbereitung des Volkskammer-Wahlkampfes in der DDR (März 1990) und der Landtagswahlen (Mai 1990). 1990 wurde er Projektleiter der Friedrich-Naumann-Stiftung und arbeitete von 1991 bis 1997 in Polen (Sitz: Warschau), von 1997 bis 2005 im ehemaligen Jugoslawien, bzw. (seit 1999) in Kroatien und Bosnien-Herzegowina (Sitz: Zagreb), von 2005 bis 2012 in Israel und den Palästinensischen Gebieten (Sitz: Jerusalem) und von 2012 bis 2019 in der Türkei (Sitz: Istanbul).
Von 1989 bis 2011 war Fleck Mitherausgeber des Jahrbuchs zur Liberalismus-Forschung. Seine Forschungsschwerpunkte sind die Geschichte des Liberalismus, insbesondere die Geschichte der liberalen Gewerkschaftsbewegung.

## Veröffentlichungen (Auswahl)
- Sozialliberalismus und Gesellschaftsreform seit der Reichsgründung. In: Detlef Lehnert (Hrsg.): Sozialliberalismus in Europa. Herkunft und Entwicklung im 19. und frühen 20. Jahrhundert. Böhlau, Wien/Köln/Weimar 2012, S. 51–65.
- Wider die „Zügellosigkeit des sozialen Faustrechts“. Gewerkschaftlicher Sozialliberalismus und Deutsche Fortschrittspartei. In: Detlef Lehnert (Hrsg.): Sozialliberalismus in Europa. Herkunft und Entwicklung im 19. und frühen 20. Jahrhundert. Böhlau, Wien/Köln/Weimar 2012, S. 83–107.
- Aufbruch – zu konträren Ufern. Ein Briefwechsel des jungen Karl-Hermann Flach. In: Jahrbuch zur Liberalismus-Forschung 22 (2010), S. 215–250.
- Benevolenz, Mißachtung, Mißtrauen trotz „Schicksalsgemeinschaft“ – Organisierter Linksliberalismus und sozialliberale Gesellschaftsreform zu Zeiten Eugen Richters. In: Jahrbuch zur Liberalismus-Forschung 19 (2007), S. 47–82.
- In Search of a Liberal Identity. Transition to Democracy, Liberal Heritage, and Liberal Parties in Eastern Europe. In: Jahrbuch zur Liberalismus-Forschung 18 (2006), S. 203–238.
- O Dijalogu povjesničara/istoričara. Kritička povijesna znanost, politico obrazovanje I društveni pluralizam. (deutsch: Über den Historikerdialog. Kritische Geschichtswissenschaft, politische Bildung und gesellschaftlicher Pluralismus). In: Mile Bjelajac, Andre Feldman u. a.: Čemu dijalog povjesničara/istoričara? Zagreb 2005, S. 17–37.
- Sozialer Liberalismus und Gewerkschaftsbewegung in Preußen. In: Jahrbuch zur Liberalismus-Forschung 14 (2002), S. 259–280.
- mit Igor Graovac (Hrsg.): Dijalog povjesničara – istoričara  1.–8. Zagreb 2000–2004.
- (Hrsg.): Prošlost je teško pitanje (deutsch: Die Vergangenheit ist eine schwierige Angelegenheit). Dvorac Brezovica, 5. Prosinca 1998. Zagreb 2000.
- mit Tomasz G. Pszczółkowski (Hrsg.): Nowoczesny Liberalizm. Materiały z konferencji Warszawa 26.–28.05.1992. Warszawa 1997 (auch publiziert in deutscher Fassung: Moderner Liberalismus. Warschau 1997).
- mit Ryszard Kołodzieczyk (Hrsg.): Liberale Traditionen in Polen. Warschau 1994.
- Sozialliberalismus und Gewerkschaftsbewegung. Die Hirsch-Dunckerschen Gewerkvereine 1868–1914. Bund-Verlag, Köln 1994 (zugleich: Universität Köln, phil. Diss. 1991).
- mit Ryszard Ławniczak (Hrsg.): Alternative Models of Market Economy for Transition Economies. Warszawa 1993 (poln. Ausgabe: Alternatywne modele gospodarki rynkowej dla krajów transformacji gospodarczej. Warszawa 1993).
- Von den Unannehmlichkeiten einer Auseinandersetzung mit der gesellschaftlichen Realität. Liberale Reaktionen auf sozialpolitische Herausforderungen in Kaiserreich und Weimarer Republik. In: Liberalismus und Soziale Frage(n). 5. Rastatter Tag zur Geschichte des Liberalismus, 07./08.11.1992. Comdok, Sankt Augustin 1993, S. 27–56.
- Soziale Gerechtigkeit durch Organisationsmacht und Interessenausgleich. Ausgewählte Aspekte zur Geschichte der sozialliberalen Gewerkschaften. In: Erich Matthias, Klaus Schönhoven (Hrsg.): Solidarität und Menschenwürde. Etappen der deutschen Gewerkschaftsgeschichte von den Anfängen bis zur Gegenwart. Verlag Neue Gesellschaft, Bonn 1984, S. 83–106.